# Florenci Vila i Serra
Florenci Vila Serra, (Sant Vicent de Castellet,4 de juliol de 1927 - Sant Joan Despí, 11 de febrer de 2021), era soci de la Unió Excursionista de Catalunya (UEC) de Cornellà de Llobregat, on treballà activament per integrar noves generacions d'excursionistes i fent pedagogia de la natura i l'esport.

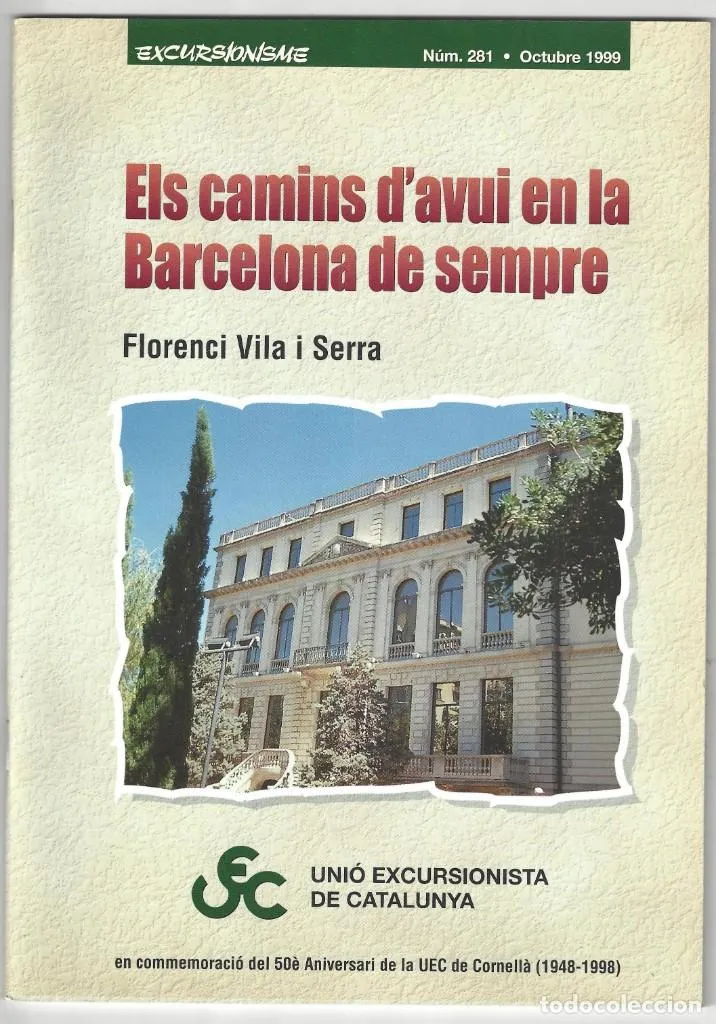
Els camins d'avui en la Barcelona de sempre

Va ser organitzador del curs sobre «Cançons de motxilla», així com de la Marxa del Cuc i de l'Esbart, passant a ser un vessant important de la UEC. Durant més de vint anys, era responsable de les sortides «Camis d'avui en la Barcelona de sempre» i participava en la confecció del butlletí de la UEC, Boira. L'any 2006, va elaborar la guia Itineraris per Cornellà. El 1994 va ser un dels membres fundadors de l'Avenç de Cornellà, una associació per a la defensa de patrimoni historicoartístic, i de la Comissió Ciutadana per a la Normalització Lingüística, de les quals forma part activa. La seva trajectòria personal destaca la inquietud solidària, la dedicació i l'entrega per tal d'aconseguir una millor convivència entre la ciutadania cornellanenca. Va ser membre fundador de la comissió de la Jordiada, una festa de cultura popular de Cornellà de Llobregat. L'any 2013 va publicar el llibre El Llibre de l'Ateneu Instructiu de Cornellà de Llobregat.
A l'any 2018, col·labora elaborant la guia d'itineraris de Cornellà Natura, a peu, editat per l'Ajuntament de Cornellà de Llobregat.
L'11 de febrer de 2021 morí a l'edat de 93 anys a Sant Joan Despí (Baix Llobregat). Aquest mateix 2021 durant la 28a edició de la Jordiada se li va fer un acte d'homenatge.
Obres
- Els Camins d'avui en la Barcelona de sempre (1999)[6]
- Itineraris del Tresquem (2006)
- El Llibre de l'Ateneu Instructiu de Cornellà de Llobregat (2013)[3]
- Cornellà Natura, a peu. guia d'itineraris (2018)[7]

## Reconeixement
- Premi d'Honor Ciutat de Cornellà (22 de maig de 2009).[1]